# Vince Lombardi-trofæet
Vince Lombardi-trofæet er pokalen til vinderen National Football League i amerikansk fodbold, Super Bowl. Den blev overrakt første gang 	15. januar 1967. Pokalen er opkaldt efter NFL-træneren Vince Lombardi.

## Historie
Under en frokost med NFL-kommissær Pete Rozelle i 1966 lavede Tiffany & Co.'s vicepræsident Oscar Riedner en skitse på en cocktailserviet af det, der blev til Vince Lombardi-trofæet. Det originale trofæ blev produceret af Tiffany & Co. i Newark, New Jersey.